# Mhowgaon
Mhowgaon é uma cidade e uma nagar panchayat no distrito de Indore, no estado indiano de Madhya Pradesh.

## Demografia
Segundo o censo de 2001, Mhowgaon tinha uma população de 20,521 habitantes. Os indivíduos do sexo masculino constituem 54% da população e os do sexo feminino 46%. Mhowgaon tem uma taxa de literacia de 68%, superior à média nacional de 59.5%: a literacia no sexo masculino é de 76% e no sexo feminino é de 60%. Em Mhowgaon, 17% da população está abaixo dos 6 anos de idade.